# 閻禹錫
閻禹錫（1426年—1476年），字子與，河南洛陽人，明朝政治人物。

## 生平
父閻端為永樂十五（1417年）丁酉科舉人，曾任教諭。閻端去世時，閻禹錫年方九歲，哭父幾死。正統九年（1444年）中舉，授直隸昌黎县儒学训导。以母喪歸里，在墓地居喪三年，受朝廷表彰。後聽聞薛瑄講學於河東，徒步前去拜薛瑄為師，甚得薛瑄賞識。閻氏學成將歸之時，薛瑄以「居敬窮理」相告誡，二十年間师生书信往来不绝。
天順初年，为國子學正。天順四年任會試同考官，不久，升監丞。天順七年會試，科場大火，焚死士子九十餘人，閻禹錫請贈死者為進士，皇帝最初不許。既而聽其言，皆贈死者為進士出身。成化年間，官至监察御史，提督畿内学政。成化十二年（1476年）卒，年五十一。

## 著作
著有《自信集》、《晦庵要語》、《二程全集》、《薛文清公讀書錄》、《河汾詩文》、《司馬法吳子批註》、《孫子選注》、《武學詞範》等。

## 延伸阅读
[在维基数据编辑]
 《國朝獻徵錄·卷之六十五》，出自焦竑《國朝獻徵錄》
 《明史卷二百八十二》，出自《明史》